# Hirssaari (ö i Södra Savolax, S:t Michel, lat 61,49, long 27,53)
Hirssaari är en halvö i Finland. Den ligger i sjön Saimen och i kommunen Sankt Michel i den ekonomiska regionen  S:t Michel och landskapet Södra Savolax, i den södra delen av landet, 200 km nordost om huvudstaden Helsingfors.